# Bo Rangers FC
Bo Rangers Football Club w skrócie Bo Rangers – sierraleoński klub piłkarski grający w sierraleońskiej pierwszej lidze, mający siedzibę w mieście Bo.

## Sukcesy
- I liga[1]:
  - mistrzostwo (3): 2021/22, 2022/23, 2023/24

## Występy w afrykańskich pucharach
| Sezon     | Rozgrywki     | Runda | Kraj     | Klub          | Dom | Wyjazd | Dwumecz |
| --------- | ------------- | ----- | -------- | ------------- | --- | ------ | ------- |
| 2022/2023 | Liga Mistrzów | 1     | Algieria | CR Belouizdad | 0–0 | 0–3    | 0–3     |

## Stadion
Domowe mecze klub rozgrywa na stadionie o nazwie Bo Stadium w Bo, który może pomieścić 25 000 widzów.

## Reprezentanci kraju grający w klubie od 1999 roku
Stan na styczeń 2023.
| - Morie Alie - Abu Bakarr Bangura - Prince Barrie - Momoh Conteh - Yeami Dunia - Mohamed Yayah Janneh - Suffian Kalokoh - Abass Kamara - Esheik Kamara - Gibrilla Kamara - Joseph Kamara - Mohamed Kamara | - Musa Noah Kamara - Saidu Bah Kamara - Brima Koroma - Saidu Mansaray - George Mattar - Abu Bakarr Samura - Ibrahim Sesay - Nathaniel Tongovula - Omega Toronka - Paul Kabba Tucker - Ibrahim Turay - Kassim Turay |